# Trois parties de l'âme
La distinction des trois parties de l'âme est une thèse philosophique de Platon.

## Thèse

### Thèse ontologique
Dans la République (436a), Platon pense l'âme comme une entité non pas simple, mais composée. Il la découpe en deux parties, l'une rationnelle, et une irrationnelle, qui peut être divisée en deux parties. La plus haute de ces trois parties est la partie rationnelle (logos), qui permet le discours raisonné. La partie la plus basse est la partie la plus irrationnelle, celle qui est concupiscible (epithumia). La partie intermédiaire des trois parties est le thumos, qui appelle le courage et l'appétit. Le découpage est ainsi réalisé : 
|                    | En français   | En grec ancien  | Fonction                                | Vertu associée | Stimulation nécessaire       |
| ------------------ | ------------- | --------------- | --------------------------------------- | -------------- | ---------------------------- |
| Partie rationnelle | Raison        | τό λογιστικόν   | Celle par laquelle l'âme raisonne       | Raison         | Philosophie et mathématiques |
| Partie ardente     | Cœur          | τό θυμοειδές    | Celle par laquelle l'âme a de l'appétit | Courage        | Musique et gymnastique       |
| Partie désirante   | Concupiscence | τό έπιθυμητικόν | Celle par laquelle l'âme désire         | Tempérance     | Diététique                   |

Ces trois parties de l'âme sont au principe de la vie : l'une « fait que nous apprenons, l'autre, que nous nous mettons en colère, la troisième que nous recherchons le plaisir de manger, d'engendrer et les autres jouissances du même genre ». La justice se trouve, au niveau de l'homme, dans l'harmonie de ces facultés, c'est-à-dire lorsque chaque fonction obéit à la fonction supérieure, chacun étant tenue en bride par la partie rationnelle,.
Si la doctrine évolue selon les œuvres de Platon, et qu'elle n'est pas fixée dans le Phèdre, elle est fixée dans le Timée (69c) et n'évolue plus après.

### Thèse politique
Dans le quatrième livre de la République, Platon mobilise la thèse de la tripartition de l'âme dans le cadre de sa philosophie politique. Socrate demande : « Il écrit ainsi : n'y a-t-il pas grande nécessité de convenir qu'en chacun de nous se trouvent les mêmes formes et les mêmes caractères que dans la cité ? ». Le philosophe roi doit être à la tête de la Cité, c'est-à-dire en être la partie rationnelle ; les gardiens doivent en être la partie ardente, c'est-à-dire combattante ; les laboureurs, enfin, la partie désirante, productrice.

## Postérité

### Aristote et l'augmentation de la tripartition
La tripartition de l'âme est reprise par Aristote, élève de Platon, qui ou bien la critique ou bien l'augmente. Dans Des vertus et des vices, il reprend la tripartition de l'âme en donnant explicitement le crédit à Platon. Dans le De l'âme, Aristote confirme son adhésion à la tripartition de l'âme, tout en n'en soutenant pas moins l'unité de l'âme.

### Succès et débats dans la philosophie occidentale
Elle est discutée à de multiples reprises par la philosophie occidentale, dans un grand nombre d'ouvrages. Au XVIIIe siècle, par exemple, Hyacinthe-Sigismond Gerdil revient sur la théorie dans le cadre d'une argumentation contre John Locke. Henri Bergson traitera de la tripartition de l'âme dans son cours au Collège de France sur L'évolution du problème de liberté.